# Borino
Borino (en macédonien : Борино, en albanais : Borinë) est un village situé dans la municipalité de Kruševo, dans la région de Pelagonie, au centre de la Macédoine du Nord. Il se trouve à environ 31 kilomètres au nord de Kruševo et à 30,5 kilomètres au nord-ouest de Prilep. Le village est entouré par une nature riche, avec des montagnes et des lacs, ce qui en fait une destination pittoresque.
La population de Borino est d’environ 385 habitants en 2021. Historiquement, le village a eu une population majoritairement albanaise, mais au fil des années, des changements démographiques ont eu lieu.

## Démographie
Selon les résultats du recensement de 2021, Borino compte 385 habitants. La répartition ethnique des habitants est la suivante :
- Albanais : 313
- Bosniaques : 47
- Turcs : 13
- Autres : 12

Le village a vu sa composition ethnique changer au fil des décennies. Alors qu'il était autrefois composé presque exclusivement d'Albanais musulmans, d'autres groupes ethniques, notamment les Bosniaques et les Turcs, y ont trouvé une place au fil du temps.

## Géographie
Le village est situé dans les montagnes de Pelagonie, à une altitude de 696 mètres. Ce terrain de collines offre un cadre naturel impressionnant avec plusieurs ruisseaux et lacs qui traversent la région. Le climat de Borino est de type méditerranéen de montagne, avec des étés modérés et des hivers froids.
Borino est facilement accessible depuis Kruševo via des routes locales, bien que l'infrastructure de transport soit relativement limitée. Le paysage environnant est caractérisé par des forêts et des montagnes, ce qui attire ceux qui cherchent un environnement naturel calme.

## Histoire
Borino a été un village de peuplement albanais depuis plusieurs siècles, avec des traces de la présence albanaise remontant au Moyen Âge. Au XIXe siècle, Borino faisait partie de l'Empire ottoman, et la population était presque exclusivement composée d'Albanais musulmans.
À la fin du XIXe siècle et au début du XXe siècle, pendant la guerre des Balkans, la région a connu des bouleversements importants, avec des migrations et des changements dans les structures sociales et ethniques du village. Cependant, Borino a continué d'être une enclave albanaise malgré ces changements.

## Culture et Traditions
Les habitants de Borino, principalement d'origine albanaise, ont maintenu des traditions culturelles riches. Les célébrations traditionnelles telles que les mariages et les fêtes religieuses, sont encore très présentes dans le village.

## Accessibilité et Infrastructures
Les infrastructures modernes telles que l'électricité, l'eau courante et les réseaux de communication sont disponibles, bien que parfois instables dans les zones rurales de la Macédoine du Nord.